# Toni Lato
Antonio Latorre Grueso, genannt Toni Lato, (* 21. November 1997 in La Pobla de Vallbona) ist ein spanischer Fußballspieler, der aktuell bei RCD Mallorca unter Vertrag steht.

## Karriere
Lato begann seine Karriere beim FC Valencia. Im März 2014 spielte er erstmals für dessen Drittligamannschaft. Im Juni 2015 erhielt Lato seinen ersten Profivertrag. Sein Profidebüt gab er im Februar 2016 in der Europa League gegen den SK Rapid Wien. Am 9. Januar 2017 kam Lato zu seinem ersten Einsatz in der Primera División gegen den CA Osasuna. Bei Valencia besitzt Lato einen bis Juni 2023 gültigen Vertrag mit einer Ausstiegsklausel. In der Saison 2019/20 wurde Lato an die PSV Eindhoven verliehen. Da er dort keine Spielpraxis sammeln konnte, wurde er bereits Anfang Januar 2020 bis Saisonende an den CA Osasuna weiter verliehen. Im Sommer 2023 wechselte er zu RCD Mallorca.